# Theodor Buchhold
Theodor Buchhold (* 10. Juli 1900 in Unterliederbach; † 1. Januar 1984 in Wiesbaden) war ein deutsch-amerikanischer Elektro- und Raketentechniker.

## Leben
Theodor Buchhold wurde 1900 als Sohn des Buchhändlers Hermann Buchhold in Unterliederbach, seit 1928 ein Stadtteil von Frankfurt am Main, geboren.
Nach dem Abitur studierte er ab 1919 Elektrotechnik an der TH Darmstadt und schloss das Studium am 16. Mai 1923 mit der Diplomhauptprüfung ab. Danach ging er zur Brown, Boveri & Cie. nach Mannheim. Am 24. Juli 1925 wurde er an der TH Darmstadt mit einer Arbeit „Theoretische und experimentelle Untersuchungen über Kettenfahrleitungen“ zum Dr.-Ing. promoviert. Buchhold war ein Experte für elektrische Bahnen und hatte sich bei seinen Forschungen auf dem Gebiet der sog. Schüttelschwingungen bei elektrischen Bahnen einen Namen gemacht. Er stieg bei Brown, Boveri & Cie. bis zum Stellvertreter des Direktors der Bahnabteilung auf.
Buchhold trat zum 1. Mai 1933 der NSDAP bei (Mitgliedsnummer 3.458.729). Als Nachfolger von Adolf Sengel, der 1933 aus dem Amt gedrängt wurde, übernahm Buchhold am 1. Oktober 1934 die Professur Elektrotechnik II an der TH Darmstadt. Mit dieser Professur verbunden war die Betreuung der elektrischen Teile des Kraftwerks, das die Hochschule mit Wärme und Strom versorgte.
Seit 1939 war Theodor Buchhold mit kriegswichtigen Aufgaben betraut. Er beschäftigte sich insbesondere mit Fragen der Raketennavigation und der -steuerung. Buchhold gehörte zu einer größeren Gruppe Darmstädter Professoren (z. B. Viktor Blaess, Hans Busch, Ernst Hueter, Kurt Klöppel, Hans Rau, August Thum, Richard Vieweg, Carl Wagner, Alwin Walther), die Forschungsaufträge für die Heeresversuchsanstalt Peenemünde durchführten. Hierbei war Buchhold der Konstruktionsabteilung unter Leitung von Walter H. J. Riedel zugeordnet.
Buchhold war von 1941 bis 1944 Dekan der Abteilung Elektrotechnik.
Theodor Buchhold wurde Ende Oktober 1945 aus „politischen Gründen“ aus dem Staatsdienst entlassen. Er war einer von neun Professoren und wissenschaftlichen Mitarbeitern, an denen das US-amerikanische War Department im August 1945 Interesse bekundete. Buchhold folgte im Juni 1946 dieser Einladung und gelangte mit der Operation Overcast in die USA. Er verbrachte sein weiteres Berufsleben in den USA und machte Karriere in der amerikanischen Raketen- und Weltraumforschung. Ab Januar 1947 arbeitete er in Fort Bliss (Texas). Hier gehörte er zum „Braun Rocket Team“. Später wechselte er zu General Electric in die Industrie.
Nach seiner aktiven Berufszeit kehrte er nach Deutschland zurück. Er war in erster Ehe mit Ilse Center und in zweiter Ehe mit Hildegard Margarethe Karoline Trietsch verheiratet.

## Ehrungen
- 1944: Kriegsverdienstkreuz II. Klasse

## Werke
- Theoretische und experimentelle Untersuchungen über Kettenfahrleitungen. Diss., Heidelberg 1925
- Die elektrischen Ausrüstungen der Gleichstrombahnen einschließlich der Fahrleitungen. Berlin 1931.
- Elektrische Kraftwerke und Netze. Berlin 1938.